# Johann Georg Ahle
Johann Georg Ahle (botezat pe 12 iunie 1651, Mühlhausen, Turingia, d. 2 decembrie 1706, Mühlhausen) a fost un compozitor, organist și poet german.

## Lucrări
- Die güldene Sonne bringt Leben und Wonne (text: Philipp von Zesen)
- Unstrutische Nachtigall
- Musikalisches Frühlings-, Sommer-, Herbst- und Wintergespräch